# Плашите ли се мрака?
Плашите ли се мрака? је хорор антологијска телевизијска серија коју је продуцирао YTV, а дистрибуирао Nickelodeon. Оригинална серија је емитована од 1990. до 1996. Довела је до две серије оживљавања, од којих је прва емитована од 1999. до 2000. године, а друга је дебитовала 2019. године.
Оригиналну серију су широм света дистрибуирали Ди-џеј МакХал и Нед Кандел, а преузео ју је Nickelodeon 1991. и продуцирао YTV. МакХал, Кандел и Nickelodeon удружили су се са канадском компанијом Cinar, а као део уговора, емисија је снимана у Ричмонду, Британска Колумбија, и у области Великог Монтреала у Квебеку. Продукцијске тимове представљали су синдикати ACTRA и SCTVQ (Синдикат дес тецхнициенс ду цинема ет де ла видео ду Куебец). Серија је премијерно приказана епизодом "Прича о уврнутој канџи" као пилот 31. октобра 31. октобра 1990, на канадској телевизијској мрежи YTV и емитован до 11. јуна 2000. Пилот је емитован на Nickelodeon-у 25. октобра 1991. као део специјала за Ноћ вештица. Следеће године, серија је премијерно приказана на Nickelodeon's SNICK-у 15. августа 1992. и емитована до 20. априла 1996. Емисија је доживела и критичари и комерцијални успех, покупивши бројне награде како је серија напредовала.
Прву ревијалну серију, са новим редитељима, писцима и глумачком екипом, продуцирао је Nickelodeon од 1999. до 2000. године, а такође је емитована на блоку SNICK. Једини члан из првобитне поставе који ће се вратити у првој и другој сезони оживљавања био је Такер (Данијел Десанто), иако се Гери (Рос Хал) вратио за завршну емисију, која је значајно одступила од устаљеног формата емисије брисањем границе између прича и „стварност”.
Дана 13. новембра 2017. објављено је да ће Paramount Players направити адаптацију играног филма уживо. Међутим, филм је касније уклоњен са Paramount распореда. 14. фебруара 2019. објављено је да ће серија поново бити оживљена за ограничену серију, која је премијерно приказана 11. октобра 2019. године. Дана 19. фебруара 2020, ово оживљавање је обновљено за другу сезону, под називом Плашите ли се мрака?: Проклетство сенки, са другачијим глумцима. Друга сезона је премијерно приказана 12. фебруара 2021. са другачијим глумцима. У марту 2022, ревивал је обновљен за трећу сезону, која је премијерно приказана 25. јула 2022. Синхронизацију је радио студио Голд Диги Нет.

## Позадина
Обе серије филма „Плашите ли се мрака“? вртио се око групе тинејџера који су себе називали „Поноћним друштвом“. У свакој епизоди, на тајној локацији у шуми ноћу, један члан би групи испричао застрашујућу причу. Стварна прича, уместо казивања, приказана је телевизијском гледаоцу. Прича је приказана између доласка групе на локацију и њиховог одласка. Сваки приповедач започео би своју причу рекавши „Поднет на одобрење Поноћног друштва, ја зовем ову причу, (назив приче)“, у том тренутку би бацио шаку „поноћне прашине“ из кожне торбице у логорска ватра да појача пламен и створи језив бели дим.
Макхал је редак „поднет на одобрење“ написао као климање главом Зона сумрака, у којем би творац Род Серлинг, након увођења епизоде, рекао „поднет на одобрење“. Приповедач би наставио објављивањем свог наслова (Прича о ...). Теме прича се обично врте око различитих паранормалних појава, као што су демони, духови, магија, уклете куће, магичне псовке, ванземаљци, вештице, вампири, вукодлаци и слично долазе у контакт са просечном омладином. Обично су епизоде снимане или у шуми, у напуштеним кућама или на јавним местима попут школа или библиотека. Извори ових прича варирају на различите начине; многе су биле адаптације бајки и кратких прича или градских легенди из јавног власништва. На пример, епизода „Прича о уврнутој канџи“ адаптација је кратке приче ВВ Јакобса, Мајмунска шапа.
Понекад су приче инспирисане одређеним догађајем у животу приповедача. На пример, у епизоди „Прича о гримизном кловна“, Туцкер је уценио свог брата Гарија песмом коју је пронашао, а коју је Гари написао за Самантху. Гери је затим испричао причу у којој је несташни млађи брат сурово кажњен због својих злих дела. На крају епизоде, Туцкер је песму вратио свом брату. Већина хорор прича на тему „Плашите ли се Мрака? имали срећне завршетке (или барем завршетке у којима су њихови ликови били на пристојним местима), али неки од њих (додуше врло мали број) имали су или лоше завршетке или заврнуте завршетке попут „Прича о усамљеном духу“, „ Прича о мрачној музици, "Прича о камелеонима", "Прича о граду вампира" и „
Прича о чаробњаку за флипер“. На крају већине епизода, један лик (обично Гари у првој и Туцкер у другој емисији) бацио би црвену канту воде на ватру, изјавивши: „Проглашавам овај састанак Тхе Миднигхт Социети затвореним“, а група би напустила камп, завршавајући тако приповедање. Понекад би прича била повезана са догађајем (нпр. У „Причи о смеху у мраку“, Кристен, која се плашила кловнова, побегла је када је Ериц навукао маску кловна. Тада су сви јурили за њом). То би проузроковало да Гари или Туцкер ужурбано баце воду на ватру, а Тхе Миднигхт Социети би побегла куда год да оду после састанака. један лик (обично Гари у првој вожњи и Туцкер у другој емисији) бацио би црвену канту воде на ватру, изјавивши: „Проглашавам овај састанак Поноћног друштва затвореним“, а група би напустила камп, завршавајући тако приповедање. Понекад би прича била повезана са догађајем (нпр. У „Причи о смеху у мраку“, Кристен, која се плашила кловна, побегла је када је Ериц навукао маску кловна. Тада су сви јурили за њом). То би проузроковало да Гари или Туцкер ужурбано баце воду на ватру, а Тхе Миднигхт Социети би побегла куда год да оду после састанака. један лик (обично Гари у првој вожњи и Туцкер у другој емисији) бацио би црвену канту воде на ватру, изјавивши: „Проглашавам овај састанак Тхе Миднигхт Социети затвореним“, а група би напустила камп, завршавајући тако приповедање. Понекад би прича била повезана са догађајем (нпр. У „Причи о смеху у мраку“, Кристен, која се плашила кловнова, побегла је кад је Ериц навукао маску кловна. Тада су сви јурили за њом). То би проузроковало да Гари или Туцкер на брзину баце воду на ватру, а Тхе Миднигхт Социети би побегла куда год да оду после састанака. завршавајући тако приповедање. Понекад би прича била повезана са догађајем (нпр. У „Причи о смеху у мраку“, Кристен, која се плашила кловна, побегла је када је Ериц навукао маску кловна. Тада су сви јурили за њом). То би проузроковало да Гари или Туцкер ужурбано баце воду на ватру, а Тхе Миднигхт Социети би побегла куда год да оду после састанака. завршавајући тако приповедање. Понекад би прича била повезана са догађајем (нпр. У „Причи о смеху у мраку“, Кристен, која се плашила кловна, побегла је када је Ериц навукао маску кловна. Тада су сви јурили за њом). То би проузроковало да Гари или Туцкер ужурбано баце воду на ватру, а Тхе Миднигхт Социети би побегла куда год да оду после састанака.